# Lotten Wennbergs fond för hjälpbehövande
Lotten Wennbergs fond för hjälpbehövande var en svensk välgörenhetsstiftelse, grundad av drottning Lovisa år 1864. Den grundades till minne av den då välkända filantropen Lotten Wennberg. Syftet var att ge understöd till nödställda personer i Stockholm. 